# Quota minima di ricezione
La quota minima di ricezione (abbreviata in MRA, minimum reception altitude) è una misurazione in uso nell'aeronautica.
Stabilisce la minor altitudine alla quale un velivolo, durante l'atterraggio, è ancora in grado di captare i segnali di navigazione VOR e NDB.